# Rhynchohyalus natalensis
Rhynchohyalus natalensis is een straalvinnige vissensoort uit de familie van hemelkijkers (Opisthoproctidae). De wetenschappelijke naam van de soort is voor het eerst geldig gepubliceerd in 1924 door Gilchrist & Von Bonde.